# 1135
| [ Edytuj tabelę ]          |                                                         |
| Książę Polski              | - 1102 Bolesław Krzywousty 1138                         |
| Król Angkoru               | - 1113 Surjawarman II 1150                              |
| Król Anglii                | - 1100 Henryk I 1135 - 1135 Stefan z Blois 1154         |
| Król Aragonii              | - 1134 Ramiro II Mnich 1137                             |
| Hrabia Barcelony           | - 1131 Rajmund Berengar IV Święty 1162                  |
| Książę Bawarii             | - 1126 Henryk X Pyszny 1139                             |
| Książę Burgundii           | - 1102 Hugo II 1143                                     |
| Cesarz Bizancjum           | - 1118 Jan II Komnen 1143                               |
| Cesarz Chin                | - 1127 Song Gaozong 1162                                |
| Książę Czech               | - 1125 Sobiesław I 1140                                 |
| Król Danii                 | - 1134 Eryk II Pamiętny 1137                            |
| Władca Egiptu              | - 1130 Al-Hafiz 1149                                    |
| Król Francji               | - 1108 Ludwik VI Gruby 1137                             |
| Król Gruzji                | - 1125 Dymitr I 1156                                    |
| Hrabia Holandii            | - 1121 Dirk VI 1157                                     |
| Cesarz Japonii             | - 1123 Sutoku 1141                                      |
| Kalif                      | - 1118 Al-Mustarszid 1135 - 1135 Ar-Raszid 1136         |
| Król Kastylii              | - 1126 Alfons VII 1157                                  |
| Wielki książę Kijowa       | - 1132 Jaropełk II 1139                                 |
| Patriarcha Konstantynopola | - 1134 Leon Styppes 1143                                |
| Władca Korei               | - 1122 Injong 1146                                      |
| Państwo Almorawidów        | - 1106 Ali ibn Jusuf 1143                               |
| Król Nawarry               | - 1134 Garcia IV 1150                                   |
| Król Norwegii              | - 1130 Harald IV Gille 1136 - 1130 Magnus IV Ślepy 1135 |
| Książę Obodrzyców          | - 1131 Niklot 1160                                      |
| Hrabia Palatynatu          | - 1129 Wilhelm z Ballenstadt 1139                       |
| Papież                     | - 1130 Innocenty II 1143                                |
| Hrabia Portugalii          | - 1112 Alfons I Zdobywca 1139                           |
| Sułtan Rumu                | - 1116 Masud I 1156                                     |
| Książę Rusi halickiej      | - 1124 Iwan I 1141                                      |
| Cesarz Rzymski (niemiecki) | - 1133 Lotar III 1137                                   |
| Książę Saksonii            | - 1127 Henryk II Pyszny 1138                            |
| Sułtan Wielkich Seldżuków  | - 1118 Ahmad Sandżar 1157                               |
| Król Szkocji               | - 1124 Dawid I Szkocki 1153                             |
| Król Szwecji               | - 1130 Swerker I Starszy 1156                           |
| Doża Wenecji               | - 1130 Pietro Polani 1148                               |
| Król Węgier                | - 1131 Bela II Ślepy 1141                               |

Rok 1135 / MCXXXV
stulecia: XI wiek ~
XII wiek ~
XIII wiek

lata: 1125 «
1130 «
1131 «
1132 «
1133 «
1134 «
1135
» 1136
» 1137
» 1138
» 1139
» 1140
» 1145

## Wydarzenia w Polsce
- najazd węgiersko-ruski na księstwo polskie. Zajęcie Małopolski.
- 15 sierpnia – zjazd w Merseburgu, w czasie którego Bolesław Krzywousty złożył hołd cesarzowi Lotarowi III z Pomorza Zachodniego oraz wyspy Rugii. Unieważniono bullę papieską z 1133 roku.

## Wydarzenia na świecie
- Racibor I „król morski” rozbił flotę duńską płynącą ku wyspie Rugii i w odwecie spustoszył stolicę Danii Roskilde; 9 sierpnia stoczył zakończoną sukcesem bitwę o Konungahelę.
- 22 grudnia – Stefan I został koronowany na króla Anglii.

## Urodzili się
- 4 sierpnia – Humbert III Sabaudzki, hrabia Sabaudii, błogosławiony katolicki (zm. 1189)
- 11 sierpnia – Petronela Aragońska, królowa Aragonii (zm. 1174)

## Zmarli
- 4 czerwca – Song Huizong, chiński cesarz, od 1126 roku przebywał w niewoli dżurdżeńskiej (ur. 1082)
- 9 sierpnia – Warcisław I, książę pomorski (ur. ok. 1098)
- 1 grudnia – Henryk I Beauclerc, król Anglii, książę Normandii (ur. ok. 1068)
- 31 grudnia – Henryk III, margrabia Łużyc (ur. ok. 1090)